# Championnats du monde de ski nordique 2013
Navigation
Oslo 2011 Falun 2015
La 49e édition des Championnats du monde de ski nordique se déroule à Val di Fiemme du 20 février au 3 mars 2013.
C'est le 29 mai 2008, au Cap (Afrique du Sud), que la station italienne s'est vu attribuer l'organisation de cette compétition bisannuelle par la Fédération internationale de ski, autorité organisatrice de l'événement.
Val di Fiemme accueille pour la troisième fois ce rendez-vous après l'édition 1991 et l'édition 2003.
Falun (Suède), Lahti (Finlande), Oberstdorf (Allemagne) et Zakopane (Pologne) étaient aussi en course en vue de l'organisation de ces championnats du monde mais c'est la vallée italienne qui a remporté le scrutin.
La FIS annonce en novembre 2011 qu'il y aura pour la première fois lors d'un championnat du monde, une épreuve de saut à ski mixte, par équipes de deux garçons et deux filles, qui remplace le concours par équipes masculin sur petit tremplin.

## Sites
Les Championnats du monde de ski nordique 2013 ont lieu dans la vallée dite Val di Fiemme. Selon les sports, différents sites de compétition sont utilisés.
Le saut à ski se déroule sur le site des tremplins Giuseppe dal Ben, à quelques kilomètres au nord du village de Predazzo. Ces tremplins HS 134 et HS 106 ont été construits en 1991, modernisés pour les Championnats du monde de ski nordique 2003 déjà organisés à Val di Fiemme, et à nouveau modernisés pour cette édition 2013, notamment l'accueil des spectateurs, la tour des juges, et le système de réfrigération des pistes d'élan. Dans le cadre de la préparation de ces Championnats 2013, une Coupe du monde masculine, une Coupe du monde féminine de saut, et une Coupe du monde de combiné nordique ont été organisées en 2012 sur ces tremplins.
Les épreuves de ski de fond sont organisées au « Stade de fond » à Lago di Tesero (46° 16′ 55″ N, 11° 31′ 30″ E) sur la commune de Tesero, là où ont déjà eu lieu les épreuves lors des éditions 1991 et 2003 des Championnats du monde.
Les épreuves de combiné nordique se déroulent également sur le site des tremplins Giuseppe dal Ben pour la partie « saut à ski », puis au « Stade de fond » à Tesero.
Les cérémonies de remises de médailles ont lieu le soir même ou le lendemain de chaque épreuve, sur la « Place des Champions » de Cavalese (Piazza dei Campioni).
La cérémonie d'ouverture a lieu le 20 février à Trente.
La cérémonie de clôture se déroule sur le site de ski de fond du « lac de Tesero ».

## Délégations présentes
Les nations participantes à ces championnats du monde sont au nombre de 56, venant de tous les continents, y compris l'Afrique avec des participants algériens et togolais :
| - Algérie - Allemagne - Argentine - Arménie - Australie - Autriche - Belgique - Biélorussie - Bosnie-Herzégovine - Brésil - Bulgarie | - Canada - Chili - Chine - Corée du Sud - Croatie - Danemark - Espagne - Estonie - États-Unis - Finlande - France | - Grèce - Hongrie - Inde - Iran - Irlande - Islande - Italie - Japon - Kazakhstan - Kirghizistan - Lettonie | - Lituanie - Luxembourg - Macédoine - Moldavie - Mongolie - Népal - Norvège - Nouvelle-Zélande - Pays-Bas - Pérou - Pologne | - Roumanie - Royaume-Uni - Russie - Serbie - Slovaquie - Slovénie - Suède - Suisse - République tchèque - Togo - Ukraine - Venezuela |

## Calendrier
| q | Qualification | C | Course |

| Évènements                                      | Évènements                           | Évènements                           | Calendrier | Calendrier | Calendrier | Calendrier | Calendrier | Calendrier | Calendrier | Calendrier | Calendrier | Calendrier | Calendrier | Calendrier |
| Évènements                                      | Évènements                           | Évènements                           | 20         | 21         | 22         | 23         | 24         | 25         | 26         | 27         | 28         | 1          | 2          | 3          |
| Évènements                                      | Évènements                           | Évènements                           | Février    | Février    | Février    | Février    | Février    | Février    | Février    | Février    | Février    | Mars       | Mars       | Mars       |
| Cérémonies d'ouverture et de clôture            | Cérémonies d'ouverture et de clôture | Cérémonies d'ouverture et de clôture | •          |            |            |            |            |            |            |            |            |            |            | •          |
|                                                 |                                      |                                      |            |            |            |            |            |            |            |            |            |            |            |            |
| S k i d e f o n d                               |                                      |                                      |            |            |            |            |            |            |            |            |            |            |            |            |
| Hommes                                          |                                      |                                      |            |            |            |            |            |            |            |            |            |            |            |            |
| Sprint Classique                                |                                      | C                                    |            |            |            |            |            |            |            |            |            |            |            |            |
| Sprint par équipes Libre                        |                                      |                                      |            |            | C          |            |            |            |            |            |            |            |            |            |
| Relais 4 × 10 km Classique et libre             |                                      |                                      |            |            |            |            |            |            |            | C          |            |            |            |            |
| 15 km Libre                                     | q                                    |                                      |            |            |            |            |            | C          |            |            |            |            |            |            |
| 30 km skiathlon 15 km classique + 15 km libre   |                                      |                                      |            | C          |            |            |            |            |            |            |            |            |            |            |
| 50 km départ en ligne Classique                 |                                      |                                      |            |            |            |            |            |            |            |            |            | C          |            |            |
| Femmes                                          |                                      |                                      |            |            |            |            |            |            |            |            |            |            |            |            |
| Sprint Classique                                |                                      | C                                    |            |            |            |            |            |            |            |            |            |            |            |            |
| Sprint par équipes Libre                        |                                      |                                      |            |            | C          |            |            |            |            |            |            |            |            |            |
| Relais 4 × 5 km Classique et libre              |                                      |                                      |            |            |            |            |            |            | C          |            |            |            |            |            |
| 10 km Libre                                     | q                                    |                                      |            |            |            |            | C          |            |            |            |            |            |            |            |
| 15 km skiathlon 7,5 km classique + 7,5 km libre |                                      |                                      |            | C          |            |            |            |            |            |            |            |            |            |            |
| 30 km départ en ligne Classique                 |                                      |                                      |            |            |            |            |            |            |            |            | C          |            |            |            |
|                                                 |                                      |                                      |            |            |            |            |            |            |            |            |            |            |            |            |
| S a u t à s k i                                 |                                      |                                      |            |            |            |            |            |            |            |            |            |            |            |            |
| Hommes                                          |                                      |                                      |            |            |            |            |            |            |            |            |            |            |            |            |
| HS 106                                          |                                      |                                      | q          | C          |            |            |            |            |            |            |            |            |            |            |
| HS 134                                          |                                      |                                      |            |            |            |            |            | q          | C          |            |            |            |            |            |
| HS 134 par équipes                              |                                      |                                      |            |            |            |            |            |            |            |            | C          |            |            |            |
| Femmes                                          |                                      |                                      |            |            |            |            |            |            |            |            |            |            |            |            |
| HS 106                                          |                                      | q                                    | C          |            |            |            |            |            |            |            |            |            |            |            |
| Mixte                                           |                                      |                                      |            |            |            |            |            |            |            |            |            |            |            |            |
| HS 106 par équipes                              |                                      |                                      |            |            | C          |            |            |            |            |            |            |            |            |            |
|                                                 |                                      |                                      |            |            |            |            |            |            |            |            |            |            |            |            |
| C o m b i n é                                   |                                      |                                      |            |            |            |            |            |            |            |            |            |            |            |            |
| Hommes                                          |                                      |                                      |            |            |            |            |            |            |            |            |            |            |            |            |
| Individuel HS 106 + 10 km                       |                                      |                                      | C          |            |            |            |            |            |            |            |            |            |            |            |
| Par équipes HS 106 + 4 × 5 km                   |                                      |                                      |            |            | C          |            |            |            |            |            |            |            |            |            |
| Individuel HS 134 + 10 km                       |                                      |                                      |            |            |            |            |            |            | C          |            |            |            |            |            |
| Sprint par équipes HS 134 + 2 × 7,5 km          |                                      |                                      |            |            |            |            |            |            |            |            | C          |            |            |            |
|                                                 |                                      |                                      |            |            |            |            |            |            |            |            |            |            |            |            |

## Podiums

### Ski de fond

#### Hommes
| Épreuves                                                          | Or                                                                         | Argent                                                                        | Bronze                                                                             |
| ----------------------------------------------------------------- | -------------------------------------------------------------------------- | ----------------------------------------------------------------------------- | ---------------------------------------------------------------------------------- |
| Sprint Classique résultats détaillés                              | Nikita Kriukov (RUS)                                                       | Petter Northug (NOR)                                                          | Alex Harvey (CAN)                                                                  |
| Sprint par équipes Libre résultats détaillés                      | Russie- Aleksey Petukhov - Nikita Kriukov                                  | Suède- Marcus Hellner - Emil Jönsson                                          | Kazakhstan- Nikolay Chebotko - Alexey Poltoranin                                   |
| Relais 4 × 10 km Classique et libre résultats détaillés           | Norvège- Tord Asle Gjerdalen - Eldar Rønning - Sjur Røthe - Petter Northug | Suède- Daniel Richardsson - Johan Olsson - Marcus Hellner - Calle Halfvarsson | Russie- Evgeniy Belov - Maksim Vylegzhanin - Alexander Legkov - Sergueï Oustiougov |
| 15 km Libre résultats détaillés                                   | Petter Northug (NOR)                                                       | Johan Olsson (SWE)                                                            | Tord Asle Gjerdalen (NOR)                                                          |
| 30 km skiathlon 15 km classique + 15 km libre résultats détaillés | Dario Cologna (SUI)                                                        | Martin Johnsrud Sundby (NOR)                                                  | Sjur Røthe (NOR)                                                                   |
| 50 km départ en ligne Classique résultats détaillés               | Johan Olsson (SWE)                                                         | Dario Cologna (SUI)                                                           | Alexey Poltoranin (KAZ)                                                            |

#### Femmes
| Épreuves                                                            | Or                                                                            | Argent                                                               | Bronze                                                                      |
| ------------------------------------------------------------------- | ----------------------------------------------------------------------------- | -------------------------------------------------------------------- | --------------------------------------------------------------------------- |
| Sprint Classique résultats détaillés                                | Marit Bjørgen (NOR)                                                           | Ida Ingemarsdotter (SWE)                                             | Maiken Caspersen Falla (NOR)                                                |
| Sprint par équipes Libre résultats détaillés                        | États-Unis- Jessica Diggins - Kikkan Randall                                  | Suède- Charlotte Kalla - Ida Ingemarsdotter                          | Finlande- Riikka Sarasoja-Lilja - Krista Lähteenmäki                        |
| Relais 4 × 5 km Classique et libre résultats détaillés              | Norvège- Heidi Weng - Therese Johaug - Kristin Størmer Steira - Marit Bjørgen | Suède- Ida Ingemarsdotter - Emma Wikén - Anna Haag - Charlotte Kalla | Russie- Julia Ivanova - Alija Iksanova - Mariya Guschina - Yulia Tchekaleva |
| 10 km Libre résultats détaillés                                     | Therese Johaug (NOR)                                                          | Marit Bjørgen (NOR)                                                  | Yulia Tchekaleva (RUS)                                                      |
| 15 km skiathlon 7,5 km classique + 7,5 km libre résultats détaillés | Marit Bjørgen (NOR)                                                           | Therese Johaug (NOR)                                                 | Heidi Weng (NOR)                                                            |
| 30 km départ en ligne Classique résultats détaillés                 | Marit Bjørgen (NOR)                                                           | Justyna Kowalczyk (POL)                                              | Therese Johaug (NOR)                                                        |

### Saut à ski

#### Hommes
| Épreuves                               | Or                  | Argent                      | Bronze                |
| -------------------------------------- | ------------------- | --------------------------- | --------------------- |
| HS 106 résultats détaillés             | Anders Bardal (NOR) | Gregor Schlierenzauer (AUT) | Peter Prevc (SVN)     |
| HS 134 résultats détaillés             | Kamil Stoch (POL)   | Peter Prevc (SVN)           | Anders Jacobsen (NOR) |
| HS 134 par équipes résultats détaillés | Autriche            | Allemagne                   | Pologne               |

#### Femmes
| Épreuves                   | Or                      | Argent               | Bronze                           |
| -------------------------- | ----------------------- | -------------------- | -------------------------------- |
| HS 106 résultats détaillés | Sarah Hendrickson (USA) | Sara Takanashi (JPN) | Jacqueline Seifriedsberger (AUT) |

#### Mixte
| Épreuves                               | Or                                                           | Argent                                                                                           | Bronze                                                                      |
| -------------------------------------- | ------------------------------------------------------------ | ------------------------------------------------------------------------------------------------ | --------------------------------------------------------------------------- |
| HS 106 par équipes résultats détaillés | Japon- Yūki Itō - Daiki Itō - Sara Takanashi - Taku Takeuchi | Autriche- Chiara Hölzl - Thomas Morgenstern - Jacqueline Seifriedsberger - Gregor Schlierenzauer | Allemagne- Ulrike Grässler - Richard Freitag - Carina Vogt - Severin Freund |

### Combiné nordique
| Épreuves                                                   | Or                                                                                 | Argent                                                                 | Bronze                                                                    |
| ---------------------------------------------------------- | ---------------------------------------------------------------------------------- | ---------------------------------------------------------------------- | ------------------------------------------------------------------------- |
| Individuel HS 106 + 10 km résultats détaillés              | Jason Lamy-Chappuis (FRA)                                                          | Mario Stecher (AUT)                                                    | Björn Kircheisen (GER)                                                    |
| Par équipes HS 106 + 4 × 5 km résultats détaillés          | France- François Braud - Maxime Laheurte - Sébastien Lacroix - Jason Lamy-Chappuis | Norvège- Jørgen Graabak - Håvard Klemetsen - Magnus Krog - Magnus Moan | États-Unis- Taylor Fletcher - Bryan Fletcher - Todd Lodwick - Bill Demong |
| Individuel HS 134 + 10 km résultats détaillés              | Eric Frenzel (GER)                                                                 | Bernhard Gruber (AUT)                                                  | Jason Lamy-Chappuis (FRA)                                                 |
| Sprint par équipes HS 134 + 2 × 7,5 km résultats détaillés | France- Sébastien Lacroix - Jason Lamy-Chappuis                                    | Autriche- Wilhelm Denifl - Bernhard Gruber                             | Allemagne- Tino Edelmann - Eric Frenzel                                   |

## Tableau des médailles
Source : Fiemme 2013 All Medals
| Médailles | Pays       | Or | Argent | Bronze | Ensemble |
| --------- | ---------- | -- | ------ | ------ | -------- |
| 1         | Norvège    | 8  | 6      | 6      | 20       |
| 2         | France     | 3  | 0      | 1      | 4        |
| 3         | Russie     | 2  | 0      | 3      | 5        |
| 4         | États-Unis | 2  | 0      | 1      | 3        |
| 5         | Suède      | 1  | 6      | 0      | 7        |
| 6         | Autriche   | 1  | 5      | 1      | 7        |
| 7         | Allemagne  | 1  | 1      | 3      | 5        |
| 8         | Pologne    | 1  | 1      | 1      | 3        |
| 9         | Japon      | 1  | 1      | 0      | 2        |
| 10        | Suisse     | 1  | 1      | 0      | 2        |
| 11        | Slovénie   | 0  | 1      | 1      | 2        |
| 12        | Kazakhstan | 0  | 0      | 2      | 2        |
| 13        | Canada     | 0  | 0      | 1      | 1        |
| 13        | Finlande   | 0  | 0      | 1      | 1        |

| Médailles | Pays       | Ensemble | Or | Argent | Bronze |
| --------- | ---------- | -------- | -- | ------ | ------ |
| 1         | Norvège    | 20       | 8  | 6      | 6      |
| 2         | Suède      | 7        | 1  | 6      | 0      |
| 3         | Autriche   | 7        | 1  | 5      | 1      |
| 4         | Russie     | 5        | 2  | 0      | 3      |
| 5         | Allemagne  | 5        | 1  | 1      | 3      |
| 6         | France     | 4        | 3  | 0      | 1      |
| 7         | États-Unis | 3        | 2  | 0      | 1      |
| 8         | Pologne    | 3        | 1  | 1      | 1      |
| 9         | Japon      | 2        | 1  | 1      | 0      |
| 10        | Suisse     | 2        | 1  | 1      | 0      |
| 11        | Slovénie   | 2        | 0  | 1      | 1      |
| 12        | Kazakhstan | 2        | 0  | 0      | 2      |
| 13        | Canada     | 1        | 0  | 0      | 1      |
| 13        | Finlande   | 1        | 0  | 0      | 1      |

## Déroulement des épreuves et résultats détaillés

### Ski de fond
Les épreuves de ski de fond ont lieu au Stadio del fondo à Tesero.

#### Hommes

##### Sprint
Le sprint est en style classique.
Lors de l'épreuve du sprint, tous les favoris sont présents sauf Alexey Poltoranin éliminé en demi-finale à cause d'une chute lors du départ. Durant la finale c'est le champion olympique Nikita Kriukov qui s'impose devant Petter Northug et Alex Harvey.
| Rang               | Fondeur         | Retard    |
| ------------------ | --------------- | --------- |
| Médaille d'or      | Nikita Kriukov  | —         |
| Médaille d'argent  | Petter Northug  | + 0 s 40  |
| Médaille de bronze | Alex Harvey     | + 0 s 84  |
| 4                  | Emil Jönsson    | + 2 s 61  |
| 5                  | Pål Golberg     | + 9 s 27  |
| 6                  | Eirik Brandsdal | + 27 s 17 |

##### Sprint par équipes
Le sprint par équipes se court en style libre.
Lors de la finale du sprint par équipes la Norvège manque à l'appel, en effet elle s'est fait éliminer en demi-finale à la surprise générale. La Russie remporte donc cette épreuve devant la Suède et le Kazakhstan.
| Rang               | Fondeurs                                         | Temps          | Retard    |
| ------------------ | ------------------------------------------------ | -------------- | --------- |
| Médaille d'or      | Russie- Alexey Petukhov - Nikita Kriukov         | 21 min 30 s 90 | —         |
| Médaille d'argent  | Suède- Marcus Hellner - Emil Jönsson             | 21 min 31 s 30 | + 0 s 40  |
| Médaille de bronze | Kazakhstan- Nikolay Chebotko - Alexey Poltoranin | 21 min 31 s 60 | + 0 s 70  |
| 4                  | Canada- Devon Kershaw - Alex Harvey              | 21 min 31 s 60 | + 0 s 70  |
| 5                  | Italie- David Hofer - Federico Pellegrino        | 21 min 34 s 40 | + 3 s 50  |
| 6                  | France- Jean-Marc Gaillard - Maurice Manificat   | 21 min 36 s 30 | + 5 s 40  |
| 7                  | Autriche- Harald Wurm - Bernhard Tritscher       | 21 min 39 s 40 | + 8 s 50  |
| 8                  | République tchèque- Dušan Kožíšek - Ales Razym   | 21 min 39 s 40 | + 8 s 50  |
| 9                  | Allemagne- Tim Tscharnke - Axel Teichmann        | 21 min 40 s 70 | + 9 s 80  |
| 10                 | Biélorussie- Sergei Dolidovich - Michail Semenov | 21 min 42 s 50 | + 11 s 60 |

##### Relais 4 × 10 km
Classique et libre
Lors du relais 4 × 10 km, la Norvège parvient à s'imposer devant la Suède et la Russie. Après trois premiers relais assez appuyés, les derniers relayeurs situés dans le premier groupe se relèvent pour ne pas s'épuiser ce qui fait les affaires de la Norvège possédant comme dernier relayeur Petter Northug, excellent sprinter. Derrière la Finlande profite de cet instant pour revenir dans le premier groupe grâce à un superbe relais de Matti Heikkinen partit à 1 min 15 s de la tête. Halfvarsson pour la Suède tente de sortir dans la dernière bosse mais il est suivi par Northug qui le bat au sprint.
| Rang               | Fondeurs                                                                        | Temps par fondeur (10 km)                               | Temps final       | Retard         |
| ------------------ | ------------------------------------------------------------------------------- | ------------------------------------------------------- | ----------------- | -------------- |
| Médaille d'or      | Norvège Tord Asle Gjerdalen Eldar Roenning Sjur Røthe Petter Northug            | 27 min 13 s 7 26 min 34 s 3 23 min 30 s 0 24 min 19 s 2 | 1 h 41 min 37 s 2 | —              |
| Médaille d'argent  | Suède Daniel Richardsson Johan Olsson Marcus Hellner Calle Halfvarsson          | 27 min 17 s 1 26 min 31 s 6 23 min 27 s 9 24 min 21 s 8 | 1 h 41 min 38 s 4 | + 0 s 8        |
| Médaille de bronze | Russie Evgeniy Belov Maxim Vylegzhanin Alexander Legkov Sergueï Oustiougov      | 27 min 31 s 7 26 min 15 s 5 23 min 28 s 8 24 min 23 s 6 | 1 h 41 min 39 s 6 | + 2 s 0        |
| 4                  | Italie Dietmar Nockler Giorgio Di Centa Roland Clara David Hofer                | 27 min 18 s 8 26 min 26 s 4 23 min 33 s 1 24 min 21 s 5 | 1 h 41 min 39 s 8 | + 2 s 2        |
| 5                  | Finlande Sami Jauhojaervi Ville Nousiainen Lari Lehtonen Matti Heikkinen        | 27 min 18 s 0 27 min 34 s 8 23 min 49 s 0 23 min 07 s 1 | 1 h 41 min 48 s 9 | + 11 s 3       |
| 6                  | Suisse Curdin Perl Dario Cologna Toni Livers Remo Fischer                       | 27 min 32 s 2 26 min 12 s 4 23 min 55 s 3 24 min 10 s 3 | 1 h 41 min 50 s 2 | + 12 s 6       |
| 7                  | Allemagne Hannes Dotzler Tobias Angerer Tim Tscharnke Axel Teichmann            | 27 min 13 s 4 26 min 34 s 2 23 min 43 s 1 24 min 52 s 0 | 1 h 42 min 22 s 7 | + 45 s 1       |
| 8                  | Japon Hiroyuki Miyazawa Keishin Yoshida Nobu Naruse Akira Lenting               | 27 min 16 s 7 26 min 56 s 7 23 min 58 s 4 24 min 19 s 6 | 1 h 42 min 31 s 4 | + 53 s 8       |
| 9                  | France Mathias Wibault Maurice Manificat Robin Duvillard Ivan Perrillat Boiteux | 27 min 23 s 9 27 min 27 s 6 23 min 23 s 3 24 min 18 s 0 | 1 h 42 min 32 s 8 | + 55 s 2       |
| 10                 | États-Unis Andrew Newell Kris Freeman Noah Hoffman Tad Elliott                  | 27 min 17 s 5 27 min 27 s 3 23 min 30 s 3 24 min 23 s 5 | 1 h 42 min 38 s 6 | + 1 min 01 s 0 |

##### 15 km
Se court en style libre.
Lors du 15 km libre, c'est Petter Northug qui s'impose devant Johan Olsson et un surprenant remplaçant de dernière minute Tord Asle Gjerdalen. Les Norvégiens et les Suédois ont tous bénéficiés de ski très efficaces au contraire des Russes comme Alexander Legkov.
| Rang               | Fondeur             | Temps          | Retard          |
| ------------------ | ------------------- | -------------- | --------------- |
| Médaille d'or      | Petter Northug      | 34 min 37 s 10 | —               |
| Médaille d'argent  | Johan Olsson        | 34 min 48 s 90 | + 11 s 80       |
| Médaille de bronze | Tord Asle Gjerdalen | 34 min 59 s 40 | + 22 s 30       |
| 4                  | Ivan Babikov        | 35 min 30 s 70 | + 53 s 60       |
| 5                  | Sjur Røthe          | 35 min 40 s 10 | + 1 min 03 s    |
| 6                  | Calle Halfvarsson   | 35 min 45 s 60 | + 1 min 09 s 50 |
| 7                  | Aivar Rehemaa       | 35 min 49 s 50 | + 1 min 14 s 40 |
| 8                  | Dario Cologna       | 35 min 58 s 20 | + 1 min 23 s 10 |
| 9                  | Axel Teichmann      | 26 min 02 s 80 | + 1 min 25 s 70 |
| 10                 | Daniel Richardsson  | 26 min 03 s 90 | + 1 min 26 s 80 |

##### 30 km skiathlon
15 km classique + 15 km libre
Lors du skiathlon c'est le Suisse Dario Cologna qui s'impose obtenant ainsi sa première médaille lors d'un championnat du monde, il s'impose devant deux Norvégiens, Martin Johnsrud Sundby et Sjur Røthe.
| Rang               | Fondeur                | Temps              | Retard    |
| ------------------ | ---------------------- | ------------------ | --------- |
| Médaille d'or      | Dario Cologna          | 1 h 13 min 09 s 30 | —         |
| Médaille d'argent  | Martin Johnsrud Sundby | 1 h 13 min 11 s 10 | + 1 s 80  |
| Médaille de bronze | Sjur Røthe             | 1 h 13 min 11 s 30 | + 2 s     |
| 4                  | Petter Northug         | 1 h 13 min 14 s 50 | + 5 s 20  |
| 5                  | Maxim Vylegzhanin      | 1 h 13 min 15 s 40 | + 6 s 10  |
| 6                  | Alexander Legkov       | 1 h 13 min 19 s 40 | + 10 s 10 |
| 7                  | Calle Halfvarsson      | 1 h 13 min 20 s 90 | + 11 s 60 |
| 8                  | Marcus Hellner         | 1 h 13 min 21 s 40 | + 12 s    |
| 9                  | Tobias Angerer         | 1 h 13 min 21 s 70 | + 12 s 4  |
| 10                 | Jean-Marc Gaillard     | 1 h 13 min 22 s 00 | + 12 s 7  |

##### 50 km départ en ligne
Le 50 km départ en ligne se court en style classique.
Finalement lors du 50 km, c'est Johan Olsson qui s'impose et rapporte ainsi la première médaille d'or pour la Suède. En effet le suédois s'échappe après seulement 15 km de course et parviendra à aller jusqu'au bout de cette grande échappée. Dario Cologna et Alexey Poltoranin complète le podium.
| Rang               | Fondeur             | Temps           | Retard   |
| ------------------ | ------------------- | --------------- | -------- |
| Médaille d'or      | Johan Olsson        | 2 h 10 min 41 s | —        |
| Médaille d'argent  | Dario Cologna       | 2 h 10 min 54 s | + 12 s 9 |
| Médaille de bronze | Alexey Poltoranin   | 2 h 10 min 58 s | + 16 s 8 |
| 4                  | Alexander Legkov    | 2 h 11 min 00 s | + 19 s 5 |
| 5                  | Eldar Roenning      | 2 h 11 min 01 s | + 20 s 2 |
| 6                  | Tord Asle Gjerdalen | 2 h 11 min 13 s | + 32 s 3 |
| 7                  | Hannes Dotzler      | 2 h 11 min 14 s | + 32 s 7 |
| 8                  | Maxim Vylegzhanin   | 2 h 11 min 16 s | + 34 s 6 |
| 9                  | Jens Filbrich       | 2 h 11 min 19 s | + 38 s 5 |
| 10                 | Daniel Richardsson  | 2 h 11 min 22 s | + 41 s 3 |

#### Femmes

##### Sprint
Classique
| Rang               | Fondeuse               | Retard   |
| ------------------ | ---------------------- | -------- |
| Médaille d'or      | Marit Bjørgen          | —        |
| Médaille d'argent  | Ida Ingemarsdotter     | + 2 s 32 |
| Médaille de bronze | Maiken Caspersen Falla | + 3 s 78 |
| 4                  | Katja Visnar           | + 4 s 62 |
| 5                  | Stina Nilsson          | + 4 s 89 |
| 6                  | Justyna Kowalczyk      | + 6 s 34 |

##### Sprint par équipes
Libre
| Rang               | Fondeuses                                                  | Temps          | Retard    |
| ------------------ | ---------------------------------------------------------- | -------------- | --------- |
| Médaille d'or      | États-Unis- Jessica Diggins - Kikkan Randall               | 20 min 24 s 40 | —         |
| Médaille d'argent  | Suède- Charlotte Kalla - Ida Ingemarsdotter                | 20 min 32 s 20 | + 7 s 80  |
| Médaille de bronze | Finlande- Riikka Sarasoja-Lilja - Krista Lähteenmäki       | 20 min 35 s 40 | + 11 s    |
| 4                  | Norvège- Ingvild Flugstad Østberg - Maiken Caspersen Falla | 20 min 45 s 20 | + 20 s 80 |
| 5                  | Italie- Marina Piller - Ilaria Debertolis                  | 20 min 45 s 90 | + 21 s 50 |
| 6                  | Slovénie- Katja Visnar - Vesna Fabjan                      | 20 min 49 s 60 | + 25 s 20 |
| 7                  | Russie- Natalia Korosteleva - Natalia Matveeva             | 20 min 58 s 50 | + 34 s 10 |
| 8                  | Allemagne- Hanna Kolb - Denise Herrmann                    | 20 min 58 s 50 | + 34 s 10 |
| 9                  | Pologne- Sylwia Jaskowiec - Agnieszka Szymanczak           | 21 min 10 s 50 | + 46 s 10 |
| 10                 | France- Célia Aymonier - Coraline Hugue                    | 21 min 11 s 00 | + 46 s 60 |

##### Relais 4 × 5 km
Classique et libre
| Rang               | Fondeuses                                                                          | Temps par fondeuse (5 km)                               | Temps final       | Retard         |
| ------------------ | ---------------------------------------------------------------------------------- | ------------------------------------------------------- | ----------------- | -------------- |
| Médaille d'or      | Norvège Heidi Weng Therese Johaug Kristin Størmer Steira Marit Bjørgen             | 15 min 47 s 4 16 min 00 s 5 14 min 32 s 6 14 min 16 s 0 | 1 h 00 min 36 s 5 | —              |
| Médaille d'argent  | Suède Ida Ingemarsdotter Emma Wikén Anna Haag Charlotte Kalla                      | 16 min 22 s 2 16 min 05 s 2 14 min 14 s 7 14 min 16 s 6 | 1 h 01 min 02 s 7 | + 26 s 2       |
| Médaille de bronze | Russie Julia Ivanova Alija Iksanova Mariya Guschina Yulia Tchekaleva               | 15 min 57 s 5 16 min 53 s 2 14 min 33 s 0 13 min 58 s 6 | 1 h 01 min 22 s 3 | + 45 s 8       |
| 4                  | États-Unis Sadie Bjornsen Kikkan Randall Elizabeth Stephen Jessica Diggins         | 16 min 20 s 5 16 min 43 s 5 14 min 11 s 7 14 min 33 s 2 | 1 h 01 min 48 s 9 | + 1 min 12 s 4 |
| 5                  | Finlande Anne Kyllönen Kerttu Niskanen Riitta-Liisa Roponen Riikka Sarasoja-Lilja  | 16 min 21 s 9 16 min 10 s 0 14 min 18 s 7 15 min 09 s 7 | 1 h 02 min 00 s 3 | + 1 min 23 s 8 |
| 6                  | France Aurore Jéan Célia Aymonier Anouk Faivre-Picon Coraline Hugue                | 15 min 56 s 16 min 57 s 4 14 min 42 s 9 14 min 53 s 2   | 1 h 02 min 30 s 2 | + 1 min 53 s 7 |
| 7                  | Allemagne Nicole Fessel Katrin Zeller Denise Herrmann Miriam Gössner               | 16 min 15 s 4 16 min 44 s 9 14 min 35 s 9 15 min 08 s 1 | 1 h 02 min 44 s 3 | + 2 min 07 s 8 |
| 8                  | Italie Lucia Scardoni Virginia de Martin Topranin Debora Agreiter Marina Piller    | 16 min 24 s 0 16 min 40 s 6 14 min 53 s 4 15 min 34 s 1 | 1 h 03 min 32 s 6 | + 2 min 56 s 1 |
| 9                  | Pologne Kornelia Kubinska Justyna Kowalczyk Paulina Maciuszek Agnieszka Szymańczak | 16 min 24 s 5 15 min 22 s 6 16 min 12 s 3 16 min 12 s 1 | 1 h 04 min 11 s 5 | + 3 min 35 s 0 |
| 10                 | Ukraine Tetyana Antypenko Valentina Shevchenko Maryna Antsybor Kateryna Grygorenko | 17 min 16 s 5 17 min 01 s 2 15 min 07 s 5 15 min 07 s 8 | 1 h 04 min 33 s 0 | + 3 min 56 s 5 |

##### 10 km
Libre
| Rang               | Fondeuse             | Temps          | Retard          |
| ------------------ | -------------------- | -------------- | --------------- |
| Médaille d'or      | Therese Johaug       | 25 min 23 s 40 | —               |
| Médaille d'argent  | Marit Bjørgen        | 25 min 33 s 60 | + 10 s 20       |
| Médaille de bronze | Yulia Tchekaleva     | 25 min 56 s 10 | + 32 s 70       |
| 4                  | Miriam Gössner       | 25 min 56 s 60 | + 33 s 20       |
| 5                  | Elizabeth Stephen    | 26 min 04 s 60 | + 41 s 20       |
| 6                  | Heidi Weng           | 26 min 06 s 60 | + 43 s 20       |
| 7                  | Charlotte Kalla      | 26 min 09 s 00 | + 45 s 60       |
| 8                  | Riitta-Liisa Roponen | 26 min 12 s 70 | + 49 s 30       |
| 9                  | Kristin Steira       | 26 min 25 s 00 | + 1 min 01 s 60 |
| 10                 | Coraline Hugue       | 26 min 26 s 20 | + 1 min 02 s 80 |

##### 15 km skiathlon
7,5 km classique + 7,5 km libre
| Rang               | Fondeuse               | Temps          | Retard          |
| ------------------ | ---------------------- | -------------- | --------------- |
| Médaille d'or      | Marit Bjørgen          | 39 min 04 s 40 | —               |
| Médaille d'argent  | Therese Johaug         | 39 min 07 s 80 | + 3 s 40        |
| Médaille de bronze | Heidi Weng             | 39 min 19 s 30 | + 14 s 90       |
| 4                  | Kristin Størmer Steira | 39 min 20 s 70 | + 16 s 30       |
| 5                  | Justyna Kowalczyk      | 39 min 31 s 50 | + 27 s 10       |
| 6                  | Charlotte Kalla        | 39 min 45 s 60 | + 41 s 20       |
| 7                  | Yulia Tchekaleva       | 39 min 51 s 30 | + 46 s 90       |
| 8                  | Krista Lähteenmäki     | 39 min 53 s 20 | + 48 s 80       |
| 9                  | Astrid Jacobsen        | 40 min 10 s 10 | + 1 min 06 s 50 |
| 10                 | Masako Ishida          | 40 min 11 s 10 | + 1 min 07 s 50 |

##### 30 km départ en ligne
Classique
| Rang               | Fondeuse                | Temps           | Retard         |
| ------------------ | ----------------------- | --------------- | -------------- |
| Médaille d'or      | Marit Bjørgen           | 1 h 27 min 19 s | —              |
| Médaille d'argent  | Justyna Kowalczyk       | 1 h 27 min 23 s | + 3 s 7        |
| Médaille de bronze | Therese Johaug          | 1 h 27 min 28 s | + 8 s 7        |
| 4                  | Heidi Weng              | 1 h 28 min 58 s | + 1 min 38 s 3 |
| 5                  | Nicole Fessel           | 1 h 29 min 08 s | + 1 min 49 s 0 |
| 6                  | Anna Haag               | 1 h 29 min 25 s | + 2 min 05 s 7 |
| 7                  | Kerttu Niskanen         | 1 h 29 min 32 s | + 2 min 12 s 8 |
| 8                  | Anne Kylloenen          | 1 h 29 min 36 s | + 2 min 16 s 1 |
| 9                  | Kristin Stoermer Steira | 1 h 29 min 36 s | + 2 min 16 s 5 |
| 10                 | Masako Ishida           | 1 h 29 min 39 s | + 2 min 19 s 1 |

### Saut à ski
Les épreuves de saut à ski se déroulent à Predazzo sur les tremplins Giuseppe dal Ben.

#### Hommes

##### HS 106
| Rang               | Sauteur               | Saut 1   | Saut 1    | Saut 2   | Saut 2    | Total     |
| Rang               | Sauteur               | Distance | Points    | Distance | Points    | Total     |
| ------------------ | --------------------- | -------- | --------- | -------- | --------- | --------- |
| Médaille d'or      | Anders Bardal         | 103,5 m  | 124,1 pts | 100 m    | 128,5 pts | 252,6 pts |
| Médaille d'argent  | Gregor Schlierenzauer | 98 m     | 120 pts   | 97,5 m   | 128,4 pts | 248,4 pts |
| Médaille de bronze | Peter Prevc           | 102,5 m  | 118,3 pts | 98,5 m   | 126 pts   | 244,3 pts |
| 4                  | Severin Freund        | 101 m    | 117,3 pts | 99 m     | 125,3 pts | 242,6 pts |
| 5                  | Thomas Morgenstern    | 100 m    | 112,4 pts | 100,5 m  | 127,6 pts | 240 pts   |
| 6                  | Richard Freitag       | 103,5 m  | 119,8 pts | 97,5 m   | 119,3 pts | 239,1 pts |
| 7                  | Taku Takeuchi         | 102 m    | 115,9 pts | 98 m     | 122,1 pts | 238 pts   |
| 8                  | Kamil Stoch           | 102 m    | 121,3 pts | 97 m     | 116,1 pts | 237,4 pts |
| 9                  | Andreas Wank          | 99,5 m   | 109,9 pts | 99,5 m   | 127,4 pts | 237,3 pts |
| 10                 | Tom Hilde             | 99,5 m   | 115,1 pts | 97 m     | 120,5 pts | 235,6 pts |

##### HS 134
| Rang               | Sauteur               | Saut 1   | Saut 1 | Saut 2   | Saut 2 | Total     |
| Rang               | Sauteur               | Distance | Points | Distance | Points | Total     |
| ------------------ | --------------------- | -------- | ------ | -------- | ------ | --------- |
| Médaille d'or      | Kamil Stoch           | 131,5 m  |        | 130 m    |        | 295,8 pts |
| Médaille d'argent  | Peter Prevc           | 130,5 m  |        | 130,5 m  |        | 289,7 pts |
| Médaille de bronze | Anders Jacobsen       | 129 m    |        | 131 m    |        | 289,1 pts |
| 4                  | Wolfgang Loitzl       | 128,5 m  |        | 132,5 m  |        | 284,9 pts |
| 5                  | Jan Matura            | 127,5 m  |        | 132 m    |        | 281,4 pts |
| 6                  | Richard Freitag       | 129 m    |        | 128,5 m  |        | 280,4 pts |
| 7                  | Simon Ammann          | 127,5 m  |        | 132,5 m  |        | 279,8 pts |
| 8                  | Gregor Schlierenzauer | 125 m    |        | 128,5 m  |        | 279,2 pts |
| 9                  | Severin Freund        | 126,5 m  |        | 129,5 m  |        | 277,4 pts |
| 10                 | Daiki Ito             | 127,5 m  |        | 127 m    |        | 276,9 pts |

##### HS 134 par équipes
| Rang               | Sauteurs | Saut 1   | Saut 1 | Total |
| Rang               | Sauteurs | Distance | Points | Total |
| ------------------ | -------- | -------- | ------ | ----- |
| Médaille d'or      |          |          |        |       |
| Médaille d'argent  |          |          |        |       |
| Médaille de bronze |          |          |        |       |
| 4                  |          |          |        |       |
| 5                  |          |          |        |       |
| 6                  |          |          |        |       |
| 7                  |          |          |        |       |
| 8                  |          |          |        |       |
| 9                  |          |          |        |       |
| 10                 |          |          |        |       |

#### Femmes: HS 106
Les sauteuses inscrites sont au nombre de 45, pour un nombre de 43 lors du concours du vendredi 22 février 2013, le Japon et les États-Unis faisant sauter cinq sauteuses lors des entraînements, alors que l'effectif maximum est de quatre par nations lors du concours. L'Autriche en tant que pays de la tenante du titre Daniela Iraschko n'utilise pas son effectif autorisé de quatre plus une, Iraschko étant blessée ; elle ne présente même que trois sauteuses. Cet effectif total étant inférieur à 50, l'épreuve de qualification prévue le jeudi 21 février est annulée, elle est remplacée par une séance d'entraînement supplémentaire.
Après l'épreuve de Coupe du monde à Ljubno précédant ces Championnats du monde, les favorites sont les sauteuses en tête du classement de la coupe, en tout premier Sara Takanashi qui a une large avance, ainsi que Sarah Hendrickson (qui a gagné l'année précédente à Predazzo), et Coline Mattel,, médaille de bronze en 2011. Les suivantes du classement de la Coupe sont également citées comme ayant des chances de médailles : Anette Sagen, déjà détentrice d'une médaille mondiale d'argent en 2009, Katja Požun, Jacqueline Seifriedsberger, et Carina Vogt, ainsi qu'Evelyn Insam,, Lindsey Van et Ulrike Grässler.
Au fil des sept sauts d'entraînements organisés lors de trois séances, les favorites montrent toutes les sauts les plus longs au-delà du point K de 95 mètres, à l’exception de Katja Požun, les plus grandes longueurs étant réalisées par Sarah Hendrickson (deux fois au-delà de 100 mètres), Sara Takanashi (une fois au-delà de 100 mètres), ainsi que par Ulrike Grässler (une fois au-delà de 100 mètres, médaille de bronze en 2009). D'autres sauteuses, douze au total, montrent des sauts longs de plus de 95 mètres et semblent capables de prendre des places d'honneur, dont Chiara Hölzl, Elena Runggaldier médaillée d'argent en 2011, Jessica Jerome, Yūki Itō, et Svenja Würth.
Le 22 février 2013 jour du concours, les meilleurs sauts d'essai sont réalisés par Jacqueline Seifriedsberger et Sarah Hendrickson, toutes deux à plus de 100 mètres. Après la première manche comptant pour ce Championnat du monde, c'est Sarah Hendrickson qui est en tête grâce à de meilleures notes de style (57 points), de seulement 3,3 points devant Sara Takanashi. La troisième est Jacqueline Seifriedsberger, puis Coline Mattel à 0,5 points, Carina Vogt et Jessica Jerome. Le meilleur saut de la deuxième manche est réalisé par Sara Takanashi, mais la petite différence de 0,6 points sur l'Américaine n'est pas suffisante, et c'est Sarah Hendrickson qui est sacrée Championne du monde 2013, devant Sara Takanaski qui prend la médaille d'argent, et Jacqueline Seifriedsberger qui prend la médaille de bronze, accentuant son avance sur Coline Mattel quatrième.
| Rang               | Sauteuse                   | Saut 1   | Saut 1    | Saut 2   | Saut 2    | Total     |
| Rang               | Sauteuse                   | Distance | Points    | Distance | Points    | Total     |
| ------------------ | -------------------------- | -------- | --------- | -------- | --------- | --------- |
| Médaille d'or      | Sarah Hendrickson          | 106,0 m  | 127,4 pts | 103,0 m  | 126,3 pts | 253,7 pts |
| Médaille d'argent  | Sara Takanashi             | 104,5 m  | 124,1 pts | 103,0 m  | 126,9 pts | 251,0 pts |
| Médaille de bronze | Jacqueline Seifriedsberger | 104,0 m  | 118,7 pts | 98,5 m   | 118,5 pts | 237,2 pts |
| 4                  | Coline Mattel              | 102,0 m  | 118,2 pts | 95,5 m   | 111,3 pts | 229,5 pts |
| 5                  | Carina Vogt                | 99,5 m   | 115,6 pts | 96,0 m   | 109,8 pts | 225,4 pts |
| 6                  | Jessica Jerome             | 100,0 m  | 111,8 pts | 98,0 m   | 113,1 pts | 224,9 pts |
| 7                  | Anette Sagen               | 97,0 m   | 105,3 pts | 94,5 m   | 108,0 pts | 213,3 pts |
| 8                  | Evelyn Insam               | 96,0 m   | 106,1 pts | 92,5 m   | 104,4 pts | 210,5 pts |
| 9                  | Chiara Hölzl               | 95,5 m   | 98,9 pts  | 94,5 m   | 105,4 pts | 204,3 pts |
| 10                 | Julia Kykkaenen            | 92,5 m   | 103,2 pts | 90,0 m   | 100,0 pts | 203,2 pts |

#### HS 106 par équipes mixtes
Le concours par équipes mixte voit s'affronter des équipes de quatre, composées de deux hommes et deux femmes par nation, sur le « tremplin normal » HS 106.
Trois épreuves officielles dans ce format ont déjà eu lieu en 2012, les équipes gagnantes ont été le Japon à Courchevel le 14 août, l'Autriche à Hinterzarten le 18 août, et la Norvège à Lillehammer le 23 novembre en ouverture de la saison de Coupe du monde. Les autres équipes mixtes favorites sont celles de Slovénie et de Norvège. L'équipe italienne est en position d'outsider, elle est d'ailleurs déjà montée sur le podium de Lillehammer. L'équipe allemande elle aussi est montée sur les podiums de Courchevel et d'Hinterzarten. À la veille de l'ouverture de ces Championnats du monde, l'équipe d'Autriche semble n'avoir que peu de chance dans cette compétition en raison du forfait sur blessure de leur sauteuse vedette Daniela Iraschko ; les sauteuses autrichiennes présentes à Predazzo et pouvant intégrer l'équipe sont Katarina Keil (15 participations en Coupe du monde, aucun point marqué en 2013), et Chiara Hölzl, 16 ans, habituée aux Alpen Cup où elle a obtenu de bons résultats, mais inexpérimentée quant aux compétitions du plus haut niveau (participation à 4 Coupes du monde, un seul point marqué).
| Rang               | Sauteurs                                                                                  | Saut 1   | Saut 1 | Saut 2   | Saut 2 | Total  |
| Rang               | Sauteurs                                                                                  | Distance | Points | Distance | Points | Total  |
| ------------------ | ----------------------------------------------------------------------------------------- | -------- | ------ | -------- | ------ | ------ |
| Médaille d'or      | Japon Yūki Itō Daiki Ito Sara Takanashi Taku Takeuchi                                     |          |        |          |        | 1011,0 |
| Médaille d'argent  | Autriche Chiara Hölzl Thomas Morgenstern Jacqueline Seifriedsberger Gregor Schlierenzauer |          |        |          |        | 986,7  |
| Médaille de bronze | Allemagne Ulrike Graessler Richard Freitag Carina Vogt Severin Freund                     |          |        |          |        | 984,9  |
| 4                  | Norvège Maren Lundby Tom Hilde Anette Sagen Anders Bardal                                 |          |        |          |        | 969,3  |
| 5                  | France Léa Lemare Ronan Lamy-Chappuis Coline Mattel Vincent Descombes-Sevoie              |          |        |          |        | 941,2  |
| 6                  | États-Unis Jessica Jerome Peter Frenette Sarah Hendrickson Anders Johnson                 |          |        |          |        | 938,4  |
| 7                  | Italie Elena Runggaldier Andrea Morassi Evelyn Insam Sebastian Colloredo                  |          |        |          |        | 923,1  |
| 8                  | Slovénie Ursa Bogataj Jaka Hvala Spela Rogelj Peter Prevc                                 |          |        |          |        | 920,0  |

### Combiné nordique
Les tremplins utilisés pour les épreuves de combiné nordique sont les tremplins Giuseppe dal Ben à Predazzo ; le ski de fond a lieu au même endroit que les autres épreuves de ski de fond, au Stadio del fondo à Tesero.
Les nations favorites pour remporter des médailles aux épreuves par équipes sont l'Allemagne, l'Autriche et la Norvège. La France a aussi ses chances, en particulier sur l'épreuve de sprint par équipes, ainsi que la Slovénie et l'Italie.

#### Individuel HS 106 + 10 km
| Rang               | Athlète             | Saut à ski | Saut à ski | Saut à ski | Ski de fond      | Ski de fond    | Ski de fond | Ski de fond                |
| Rang               | Athlète             | Distance   | Points     | Rang       | Retard au départ | Temps          | Rang        | Temps final (+ retards)    |
| ------------------ | ------------------- | ---------- | ---------- | ---------- | ---------------- | -------------- | ----------- | -------------------------- |
| Médaille d'or      | Jason Lamy-Chappuis | 94,5 m     | 107,3      | 11         | + 1 min 13 s     | 28 min 00 s 20 | 6           | 29 min 13 s 20             |
| Médaille d'argent  | Mario Stecher       | 106,0 m    | 121,7      | 2          | + 16 s           | 28 min 57 s 40 | 17          | 29 min 13 s 40 (+ 0 s 20)  |
| Médaille de bronze | Björn Kircheisen    | 95,5 m     | 104,7      | 12         | + 1 min 24 s     | 27 min 49 s 50 | 2           | 29 min 13 s 50 (+ 0 s 30)  |
| 4                  | Eric Frenzel        | 99,5 m     | 115,4      | 6          | + 41 s           | 28 min 32 s 70 | 12          | 29 min 13 s 70 (+ 0 s 50)  |
| 5                  | Håvard Klemetsen    | 103,5 m    | 125,6      | 1          | —                | 29 min 29 s 40 | 35          | 29 min 29 s 40 (+ 16 s 20) |
| 6                  | Taihei Katō         | 101,0 m    | 116,4      | 5          | + 37 s           | 29 min 00 s 90 | 18          | 29 min 37 s 90 (+ 24 s 70) |
| 7                  | Marjan Jelenko      | 104,0 m    | 120,0      | 4          | + 22 s           | 29 min 23 s 50 | 29          | 29 min 45 s 50 (+ 32 s 30) |
| 8                  | Christoph Bieler    | 101,5 m    | 121,4      | 3          | + 17 s           | 29 min 31 s 70 | 36          | 29 min 48 s 70 (+ 35 s 50) |
| 9                  | Akito Watabe        | 95,0 m     | 103,4      | 14         | + 1 min 29 s     | 28 min 20 s 20 | 10          | 29 min 49 s 20 (+ 36 s 00) |
| 10                 | Magnus Krog         | 90,5 m     | 93,5       | 29         | + 2 min 08 s     | 27 min 52 s 60 | 4           | 30 min 00 s 60 (+ 47 s 40) |

#### Par équipes HS 106 + 4 × 5 km
| Rang               | Athlète                                                                     | Saut à ski           | Saut à ski                    | Ski de fond      | Ski de fond                                                                    | Ski de fond                          |
| Rang               | Athlète                                                                     | Distance             | Points                        | Retard au départ | Temps                                                                          | Temps final + retards                |
| ------------------ | --------------------------------------------------------------------------- | -------------------- | ----------------------------- | ---------------- | ------------------------------------------------------------------------------ | ------------------------------------ |
| Médaille d'or      | France François Braud Maxime Laheurte Sébastien Lacroix Jason Lamy-Chappuis | 90,0 100,5 93,0 95,5 | 451,0 105,2 116,4 112,4 117,1 | + 22 s           | 57 min 12 s 14 min 34 s 90 14 min 46 s 90 13 min 51 s 90 13 min 58 s 30        | 57 min 34 s                          |
| Médaille d'argent  | Norvège Jørgen Graabak Håvard Klemetsen Magnus Krog Magnus Moan             | 80,5 97,5 94,5       | 430,3 82,5 125,0 110,8 112,0  | + 50 s           | 56 min 44 s 40 14 min 06 s 40 14 min 43 s 90 13 min 54 s 90 13 min 59 s 20     | 57 min 34 s 40 (+ 0 s 40)            |
| Médaille de bronze | États-Unis Taylor Fletcher Bryan Fletcher Todd Lodwick Bill Demong          | 93,0 95,5 93,5 86,5  | 421,3 105,1 115,8 99,4 101,0  | + 1 min 02 s     | 56 min 36 s 20 13 min 58 s 60 14 min 40 s 30 14 min 01 s 60 13 min 55 s 70     | 57 min 38 s 20 (+ 4 s 20)            |
| 4                  | Japon Yoshito Watabe Taihei Katō Akito Watabe Yūsuke Minato                 | 99,5 98,0 101,5 87,0 | 467,5 122,7 122,9 122,8 99,1  | -                | 57 min 39 s 7 15 min 00 s 10 14 min 41 s 30 13 min 53 s 20 14 min 05 s 10      | 57 min 39 s 70 (+ 5 s 70)            |
| 5                  | Autriche Wilhelm Denifl Bernhard Gruber Lukas Klapfer Mario Stecher         | 101,5 97,5 93,0 91,5 | 448,8 120,4 110,8 108,9 108,7 | + 25 s           | 57 min 16 s 6 14 min 25 s 1 14 min 27 s 5 14 min 25 s 3 13 min 58 s 7          | 57 min 41 s 6 (+ 7 s 60)             |
| 6                  | Allemagne Björn Kircheisen Tino Edelmann Eric Frenzel Fabian Riessle        | 83,0 92,0 92,5 87,5  | 412,3 85,1 110,4 114,1 102,7  | + 1 min 14       | 57 min 27 s 60 14 min 16 s 10 14 min 36 s 30 14 min 06 s 30 14 min 28 s 90     | 58 min 41 s 60 (+ 1 min 07 s 60)     |
| 7                  | Italie Lukas Runggaldier Giuseppe Michielli Armin Bauer Alessandro Pittin   | 89,5 85,0 89,5 91,0  | 396,6 98,0 95,0 98,8 104,8    | + 1 min 35 s     | 57 min 09 s 50 14 min 17 s 90 14 min 33 s 14 min 16 s 14 min 02 s 60           | 58 min 44 s 50 (+ 1 min 10 s 50)     |
| 8                  | Finlande Ilkka Herola Mikke Leinonen Janne Ryynaenen Eetu Vaehaesoeyrinki   | 92,0 85,0 91,5 85,5  | 398,2 103,9 97,0 104,0 93,3   | + 1 min 32 s     | 1 h 01 min 10 s 80 14 min 39 s 14 min 52 s 10 14 min 59 s 10 15 min 08 s 60    | 59 min 38 s 80 (+ 3 min 36 s 80)     |
| 9                  | Slovénie Marjan Jelenko Mitja Oranič Matic Plaznic Gašper Berlot            | 95,5 86,0 90,5 85,5  | 403,3 118,3 94,7 98,7 91,6    | + 1 min 26 s     | 1 h 01 min 07 s 15 min 30 s 40 15 min 05 s 90 15 min 13 s 10 15 min 17 s 60    | 1 h 02 min 33 s (+ 4 min 59 s)       |
| 10                 | République tchèque Miroslav Dvořák Tomáš Slavík Tomas Portyk Pavel Churavý  |                      | 387,7 88,8 103,4 86,5 109,0   | + 1 min 46       | 1 h 00 min 54 s 70 15 min 22 s 20 15 min 12 s 10 15 min 30 s 20 14 min 40 s 20 | 1 h 02 min 40 s 70 (+ 5 min 06 s 70) |

#### Individuel HS 134 + 10 km
| Rang               | Athlète             | Saut à ski | Saut à ski | Ski de fond      | Ski de fond | Ski de fond                  |
| Rang               | Athlète             | Distance   | Points     | Retard au départ | Temps       | Temps final + retards        |
| ------------------ | ------------------- | ---------- | ---------- | ---------------- | ----------- | ---------------------------- |
| Médaille d'or      | Eric Frenzel        |            | 144,1 pts  | —                |             | 27 min 22 s 8                |
| Médaille d'argent  | Bernhard Gruber     |            | 135,9 pts  | +                |             | 27 min 59 s 5 + 36 s 7       |
| Médaille de bronze | Jason Lamy-Chappuis |            | 127 pts    | +                |             | 28 min 00 s 0 + 37 s 2       |
| 4                  | Akito Watabe        |            | 134,9 pts  | +                |             | 28 min 01 s 2 + 38 s 4       |
| 5                  | Hideaki Nagai       |            | 126,4 pts  | +                |             | 28 min 05 s 1 + 42 s 3       |
| 6                  | Wilhelm Denifl      |            | 135,4 pts  | +                |             | 28 min 10 s 5 + 47 s 7       |
| 7                  | Sébastien Lacroix   |            | 123,4 pts  | +                |             | 28 min 13 s 6 + 50 s 8       |
| 8                  | Magnus Moan         |            | 126,6 pts  | +                |             | 28 min 20 s 5 + 57 s 7       |
| 9                  | Havard Klemetsen    |            | 137,7 pts  | +                |             | 28 min 21 s 0 + 58 s 2       |
| 10                 | Johannes Rydzek     |            | 119,8 pts  | +                |             | 28 min 30 s 5 + 1 min 07 s 7 |

#### Sprint par équipes HS 134 + 2 × 7,5 km
| Rang               | Athlète                                      | Saut à ski      | Saut à ski        | Ski de fond      | Ski de fond                 | Ski de fond           |
| Rang               | Athlète                                      | Distance (en m) | Points            | Retard au départ | Temps                       | Temps final + retards |
| ------------------ | -------------------------------------------- | --------------- | ----------------- | ---------------- | --------------------------- | --------------------- |
| Médaille d'or      | France Jason Lamy-Chappuis Sébastien Lacroix | 120,5 118,5     | 242,7 121,8 120,9 | + 43 s           | 17 min 16 s 4 17 min 38 s 5 | 35 min 37 s 9         |
| Médaille d'argent  | Autriche Wilhelm Denifl Bernhard Gruber      | 123 122         | 251,8 123,3 128,5 | + 25 s           | 17 min 41 s 1 17 min 48 s 4 | + 16 s 6              |
| Médaille de bronze | Allemagne Tino Edelmann Eric Frenzel         | 124,5 127       | 264,3 128,0 136,3 | + 0 s            | 18 min 27 s 4 17 min 54 s 4 | + 43 s 9              |
| 4                  | Japon Taihei Kato Akito Watabe               | 123,5 126       | 258,4 126,4 132   | 12 s             | 18 min 16 s 2 17 min 54 s 2 | + 44 s 5              |
| 5                  | Norvège Mikko Kokslien Magnus Moan           | 118 118,5       | 238,1 116,8 121,3 | + 52 s           | 17 min 55 s 7 17 min 53 s 5 | + 1 min 03 s 3        |
| 6                  | États-Unis Taylor Fletcher Bill Demong       | 111 112,5       | 104,9 109,2       | + 1 min 40 s     | 17 min 15 s 8 18 min 06 s 7 | + 1 min 24 s 6        |
| 7                  | Italie Armin Bauer Alessandro Pittin         | 105 113,5       | 203,0 92,7 110,3  | + 2 min 03 s     | 17 min 45 s 1 17 min 43 s 3 | + 1 min 53 s 5        |
| 8                  | Tchéquie Pavel Churavý Miroslav Dvořák       | 114,5 120       | 232,8 110,7 122,1 | + 1 min 03 s     | 18 min 33 s 5 17 min 57 s 1 | + 1 min 55 s 7        |
| 9                  | Slovénie Marjan Jelenko Mitja Oranič         | 109,5 123,5     | 99,5 128,3        | + 1 min 13 s     | 18 min 15 s 5 18 min 09 s 5 | + 2 min 00 s 1        |
| 10                 | Estonie Kail Piho Han Hendrik Piho           | 113             | 107,4 110,1       | + 1 min 34 s     | 18 min 22 s 1 18 min 55 s 8 | + 3 min 14 s 0        |